# تارتاریا

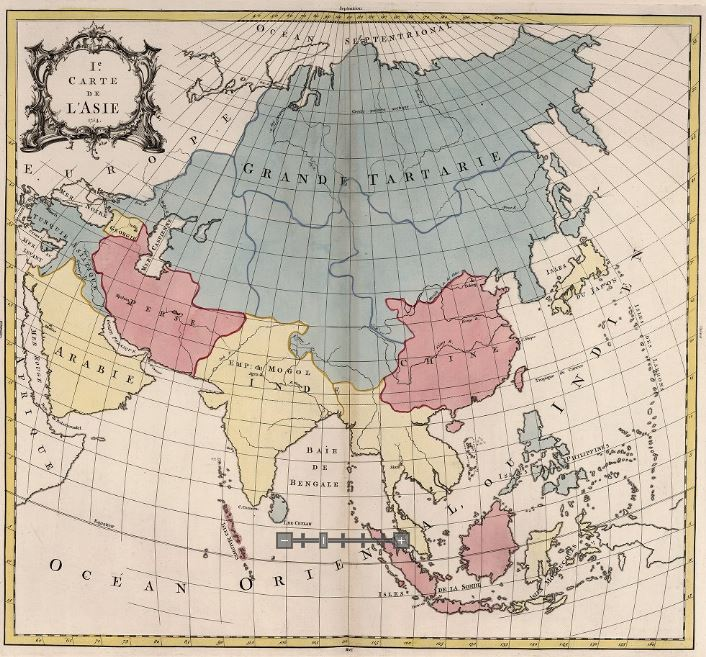
آسیا و تارتاریای بزرگ در نقشه‌ای مربوط به سال ۱۷۵۴ میلادی

تارتاریا (به لاتین: Tartaria) یا تارتاری (به فرانسوی: Tartarie) یا تارتاریای بزرگ (به لاتین: Tartaria Magna)، تاتارستان، نامی عمومی بوده و اروپاییان به سرزمین‌هایی از آسیای مرکزی و شمال و شرق آسیا که برایشان ناشناخته بوده تارتاریا می‌گفتند. 
در دوران مدرن نخستین که اطلاعات جغرافیایی افزایش می‌یافت، منطقهٔ تارتاری را با جزئیات بیشتری بازشناسی کردند، برای نمونه خانات کریمه را تارتاریای کوچک و سیبری تحت کنترل روسیه را تارتاریای بزرگ می‌خواندند. همچنین منچوری را تارتاریای چین و مناطق غربی آسیای میانه را تارتاریای مستقل می‌نامیدند.

## تئوریه توطئه تارتاریا
از سال 2016 تئوری‌های توطئه در مورد تمدن گمشده «تارتاریا» در بخش انگلیسی‌زبان اینترنت محبوبیت پیدا کرده است. 
این توطئه مبتنی بر دیدگاهی جایگزین از تاریخ معماری است. طرفداران این نظریه تصور می کنند که ساختمان های تخریب شده مانند ساختمان سینگر ، ایستگاه پن ، یا محوطه موقت نمایشگاه جهانی 1915 در واقع کار  یک تمدنی به نام  تارتاریا بوده است که از تاریخ پاک  شده است. ساختمان‌های عصر طلاکاری شیک و مجلل اغلب به‌عنوان ساخته‌شده توسط تارتاریای مفروض نشان داده می‌شوند. ساختمان های دیگر مانند اهرام بزرگ و کاخ سفیدبیشتر به عنوان ساختمان های تارتاری برگزار می شوند. این توطئه فقط به طور مبهم توصیف می کند که چگونه چنین تمدن ظاهراً پیشرفته ای که ظاهراً به صلح جهانی دست یافته بود، می توانست سقوط کرده و پنهان شود. 
در این توطئه، این ایده که یک "سیل گلی" بخش اعظم جهان و در نتیجه ساختمان های قدیمی را به زیر گل و لای فرو برده است رایج است، با این واقعیت پشتیبانی می شود که بسیاری از ساختمان ها در سراسر جهان دارای عناصر معماری مانند درها، پنجره ها و راهروهای طاق هستند که چندین فوت زیر زمین فرو رفته اند.
طرفداران این نظریه ادعا میکنند ساخت بنا های باستانی بزرگ مانند اهرام مصر،ساختمان سینگر و... نمیتواند کار دست انسان معمولی باشد
سوال آنها این است که چگونه انسان معمولی میتوانست هزاران سال قبل بدون وجود هیچ گونه امکاناتی اعم از بالابر،جرثقیل و... آن بنا ها را بنا کنند. همچنین طرفداران این نظریه بر این باورند تکامل انسان ها به این صورت بوده و ما قبل انسان امروزی نژاد تارتاریا نفلیم ها و... در زمین می زیستند و نظریه فرگشت برای به بیراهه بردن انسان هاست.جنگ جهانی اول و دوم به عنوان روشی برای تخریب و پنهان کردن تارتاریا ذکر شده است که نشان دهنده این واقعیت است که کمپین های بمباران گسترده جنگ جهانی دوم بسیاری از ساختمان های تاریخی را ویران کردند. شواهد کلی برای این نظریه این است که سبک‌های مشابهی از ساختمان‌سازی در سراسر جهان وجود دارد، مانند ساختمان‌های بزرگ با گنبد، یا قلعه‌های ستاره‌ای .. همچنین بسیاری از عکس‌ها از آغاز قرن بیستم به نظر می‌رسد که خیابان‌های شهری متروک را در بسیاری از پایتخت‌های جهان نشان می‌دهند. وقتی مردم در عکس‌ها ظاهر می‌شوند، تضاد قابل توجهی بین اسب‌ها و گاری‌نشینان کم‌تکنولوژیک در خیابان‌های گل‌آلود و سازه‌های سنگی بسیار پرآذین و استادانه‌ای که بر فراز ساکنان شهرها بر فراز برج بلند شده‌اند مشاهده می‌شود.